# كايل لارين
كايل لارين (17 أبريل 1995 كندا - ) هو لاعب كرة قدم كندي، يلعب كمهاجم.

## وصلات خارجية
كايل لارين على موقع اتحاد تركيا (لاعب) (الإنجليزية)
- كايل لارين على موقع الدوري الأمريكي (الإنجليزية)
- كايل لارين على موقع قاعدة بيانات كرة القدم.إي يو (الإنجليزية)
- كايل لارين على موقع ليكيب (الفرنسية)
- كايل لارين على موقع ناشيونال فوتبول تيمز (الإنجليزية)
- كايل لارين على موقع Soccerway.com (الإنجليزية)
- كايل لارين على موقع عالم كرة القدم.نت (الإنجليزية)
- كايل لارين على موقع AS.com (الإسبانية)